# محمد بن سعيد الصديقي
محمد بن سعيد الصديقي (1900م - 1975م)، هو كاتب مؤرخ إمام وعالم دين مغربي. من علماء مدينة الصويرة. وهو والد الفنان الطيب الصديقي.
هو محمد بن سعيد بن عبد الكريم محمد الصديقي الصويري من مواليد عام 1900 في مدينة الصويرة على الساحل الأطلسي للمغرب. درس في الصويرة على يد مشايخها، ثم إنتقل إلى مدينة مراكش باحثا عن العلم ودامت اقامته في مراكش 10 سنوات، ثم عاد للصويرة وتفرغ للتدريس والخطابة والإمامة في مساجد الصويرة. إلى أن وقع له خصام مع قاضي الصويرة الشيخ إدريس ابن عبد الله ابن خضرا، فترك السكنى بمدينة الصويرة وهاجر إلى الدار البيضاء فوقع له بها شهرة وإقبال من حيث الفتوى والعدالة.

## وفاته
توفي بمدينة الدار البيضاء يوم السبت 16 رجب 1395 هـ الموافق لعام 1975م، ودُفن في مقبرة الشهداء حي ابن مسيك الدار البيضاء.

## من مؤلفاته
- كتاب: إيقاظ السريرة لتاريخ الصويرة (كتاب موسوعي قيم جمع فيع أشياء كثيرة مثل الظهائر وأسماء المشاهير وأعيان البلد وعلماء المنطقة وشيوخها وحكامها، يُعتبر مرجعا مهما في تاريخ منطقة الصويرة).

## وصلات خارجية
- (فيديو): وثائقي من التلفزيون المغربي عن حياة محمد بن سعيد الصديقي.